# Paul G. Gassman
Paul George Gassman (* 22. Juni 1935; † 21. April 1993) war ein US-amerikanischer Chemiker (Organische Chemie). Er war Regents Professor an der University of Minnesota.

## Leben und Wirken
Gassman studierte am Canisius College in Buffalo (New York) mit dem Bachelor-Abschluss 1957 und wurde 1960 an der Cornell University bei Jerrold Meinwald mit der Arbeit Studies of highly strained bicyclic systems. The synthesis and reactions of derivatives of bicyclo-[2, 1, 1]-hexane promoviert. 1961 wurde er Assistant Professor an der Ohio State University, an der er 1966 Associate Professor und 1969 Professor wurde. 1974 ging er an die University of Minnesota, an der er 1975 bis 1979 der Chemie-Fakultät vorstand. 1974 bis 1976 war er außerdem Adjunct Professor an der Ohio State University. 1988 wurde er Regents Professor an der University of Minnesota.
Mehrere Namensreaktionen sind nach ihm benannt (Gassman-Reaktion, Gassman-Indol-Synthese, Gassman-Oxindol-Synthese).
1990 war er Präsident der American Chemical Society. 1967 bis 1969 war er Sloan Research Fellow. 1990 erhielt er den Chemical Pioneer Award, 1972 den George A. Olah Award in Hydrocarbon or Petroleum Chemistry, 1985 den  James Flack Norris Award, 1986 den Arthur C. Cope Scholar Award und 1990 den National Catalyst Award der Chemical Manufacturers Association. 1981 wurde er Fellow der Japan Society for the Promotion of Science. 1989 wurde er Mitglied der National Academy of Sciences und 1992 der American Academy of Arts and Sciences.
Die ACS verleiht den Paul G. Gassman Distinguished Service Award.